# Шладен-Верла
Шладен-Верла (нім. Schladen-Werla) — громада в Німеччині, розташована в землі Нижня Саксонія. Входить до складу району Вольфенбюттель. 
Площа — 73,85 км2. Населення становить 8715 ос. (станом на 31 грудня 2021).